# Журавель Володимир Іванович
Володимир Іванович Журавель (біл. Уладзімір Іванавіч Журавель; нар. 9 червня 1971, Семипалатинськ, Казахська РСР — пом. 18 листопада 2018, Мінськ, Білорусь) — білоруський футболіст, захисник. Володів тренерською ліцензією УЄФА категорії «Pro».

## Клубна кар'єра
Вихованець мозирської ДЮСШ.
1989 року потрапив до мінського «Динамо», де грав протягом шести років, став п'ятикратним чемпіоном Республіки Білорусь. Наприкінці 1995 року вирушив до Ізраїлюь, але через декілька місяців, після невдалоо перебування в ізраїльському клубі «Хапоель» (Єрусалим), повернувся до Мінська, де захищав кольори динамівців ще два роки. У 1998-2002 роках грав у Росії за «Жемчужину» (Сочі) та «Кристал» (Смоленськ). 2003 року повернувся до Білорусі, де виступав за клуби «Даріда» та «Торпедо» (Жодіно). 2005 року завершив кар'єру гравця.

## Кар'єра в збірній
У футболці національної збірної Білорусі дебютував 20 липня 1992 року в нічийному (1:1) товариському матчі проти Литви. З 1992 по 1997 року провів 12 матчів за національну команду.

## Кар'єра тренера
Закінчив Смоленський інститут фізкультури (1997) та курси перепідготовки кадрів при БДУФК (2006).
У 2005 році залишився у жодинському «Торпедо» й призначений тренером, а по ходу сезону 2006 року недовго виконував обов'язки головного тренера. У 2009 році залишив тренерський штаб разом із головним тренером Олегом Кубарєвим. 2010 року увійшов до тренерського штабу солігорського «Шахтаря». Після відходу Едуарда Малофєєва призначений головним тренером. Упродовж чотирьох років приводив «гірників» до срібних медалей чемпіонату. Гірше виявився виступ у Лізі Європи – «Шахтар» тричі не пройшов у другий кваліфікаційний раунд. Наприкінці 2013 року залишив «Шахтар» після закінчення контракту.
31 грудня 2013 року стало відомо, що Журавель уклав 1-річний контракт з мінським «Динамо». Сезон нова команда Журавеля розпочала потужно: 5 перемог та 1 нічия на старті чемпіонату. Після 4-го туру «Динамо» вперше з 2004 року одноосібно очолило турнірну таблицю. Проте відірватися від найближчого переслідувача, борисовського БАТЕ, не вдалося. Першу частину чемпіонату «Динамо» закінчило на другому рядку з двоочковим відставанням від першого місця. Паралельно матчі чемпіонату мінчани видали найкращий сезон у єврокубках у суверенній історії. Команда Володимира Івановича вперше пробилася до групового етапу Ліги Європи. Осінь команда провела невдало: програші у ключових матчах чемпіонату та єврокубкових зустрічах. Як підсумок — срібні медалі чемпіонату Білорусії та останнє місце у групі Ліги Європи. В останньому матчі сезону «Динамо» на виїзді здобуло сенсаційну перемогу над «Фіорентіною» (2:1). 19 грудня 2014 року стало відомо, що керівництво столичного клубу не продовжуватиме контракт із Володимиром Журавелем.
З січня по березень 2015 року входив до тренерського штабу Олега Кубарєва у кишинівській «Дачії».
24 грудня 2015 року очолив футбольний клуб «Гомель», який грав у другому білоруському дивізіоні. Угода була розрахована на один рік. У сезоні 2016 року привів гомельський клуб до перемоги у Першій лізі. Вже в березні 2015 року разом з Кубарєвим покинув «Дачію».
5 грудня 2016 року Володимир Журавель підписав контракт з «Динамо-Берестя» терміном на три роки, який набув чинності з 1 січня 2017 року. Початок сезону 2017 року в чемпіонаті був для берестейців виявився невдалим, але команді вдалося виграти Кубок Білорусі. Вдала друга половина сезону дозволила «Динамо» посісти четверте місце в національному чемпіонаті, який став найкращим для клубу з 1992 року. Однак у грудні 2017 року за згодою сторін Журавель розірвав контракт з «Динамо».
З січня по липень 2018 року очолював казахстанський клуб «Шахтар» з Караганди. 3 липня контракт розірвали за обопільною згодою сторін.
Помер 18 листопада 2018 року після тривалої хвороби.

## Досягнення

### Як гравця
- Білоруська футбольна вища ліга
  -  Чемпіон (6): 1992, 1992/93, 1993/94, 1994/95, 1995, 1997
  -  Срібний призер (1): 1996

- Кубок Білорусі
  -  Володар (2): 1992, 1993/94

- Суперкубок Білорусі
  -  Володар (1): 1994

- Кубок Ізраїлю
  -  Фіналіст (1): 1995/96

### Як тренера
- Білоруська футбольна вища ліга
  -  Срібний призер (1): 2010, 2011, 2012, 2013, 2014

- Перша ліга Білорусі
  -  Чемпіон (1): 2016

- Кубок Білорусі
  -  Володар (1): 2016/17